# Willem Boissevain
Willem Boissevain (Amsterdam, 7 juli 1849 - Hilversum, 12 juni 1925) was een Nederlands bankier en commissionair in effecten.

## Leven en werk
Boissevain, telg uit het geslacht Boissevain, werd in 1849 geboren als zoon van Eduard Constantin Boissevain en Emma Nicholls. Hij was lid van de Firma Gebr. Boissevain in Amsterdam en fungeerde aldaar als commissionair in effecten.
Boissevain was de eerste voorzitter van de Hilversumsche Golf Club, en bleef dat tot 1921. In diezelfde periode was mr H.A. van den Wall Bake secretaris. Er waren toen 83 leden. Voor de aanleg van de baan werd advies gevraagd aan de pro van de Clingendaelsche Golf (voorloper van de Haagsche G&CC). Op voorstel van Boissevain werd, als experiment, de laatste green van gras voorzien.
Daarnaast was hij churchwarden van de Episcopal Church in Amsterdam, mede-oprichter van de Vereeniging Hospitaal-Kerkschip De Hoop en secretaris van de Nederlandsche Jachtvereniging Nimrod (opgericht in 1874).
Boissevain trouwde op 13 april 1871 te Londen met Cecilia Henriette Nugent, dochter van George Thomas John Nugent, graaf van Westmeath, baron van Delvin, en Mary Josephine Thouret.